# Budapest Honvéd Football Club 2017-2018
Questa voce raccoglie le informazioni riguardanti la Budapest Honvéd nelle competizioni ufficiali della stagione 2017-2018.

## Stagione
La stagione per i neo campioni d'Ungheria inizia per volere della dirigenza che adotta una campagna acquisti con uno scarsissimo budget con molti cambiamenti, il tecnico del miracolo Marco Rossi per un mancato adeguamento contrattuale da parte dello stesso presidente lascia il club di Kispest insieme a tutto il suo staff venendo rimpiazzato dall'olandese Erik van der Meer. Partono alcuni dei migliori giovani giocatori che hanno contribuito pochi mesi prima alla conquista dello scudetto come Márk Koszta e Donát Zsótér insieme ai senatori Dušan Vasiljević e Patrik Hidi rispettivamente vicecapitano e capitano. Mentre tra gli arrivi c'è a distanza di 5 anni dall'ultima volta il centravanti Danilo e l'ex nazionale ungherese Zsolt Pölöskei. La stagione vede la squadra di Kispest tornare in Champions League a distanza di 14 anni dall'ultima volta giocata contro gli inglesi del Manchester United, dove prende parte al 2º turno di qualificazione contro gli israeliani dell'Hapoel Be'er Sheva terminata per 5-3 a favore dei campioni d'Israele in carica (2-3 in casa) e (1-2 fuori casa). In campionato dopo un buon inizio con la squadra nei primi 3 posti subisce un evidente calo e una crisi di risultati che porterà all'esonero del tecnico olandese reo di non aver acceso mai il feeling con la squadra e i tifosi, portando il terzo ritorno in carriera di Attila Supka che aveva già guidato il club alla vittoria della Coppa d'Ungheria 2006-07 e alla finale persa l'anno successivo. Seppur ottenendo risultati altalenanti riuscirà a portare la squadra a piazzarsi al 4º posto ottenendo l'ultimo pass per il posto in Europa League 2018-2019. In Coppa d'Ungheria invece la squadra arriva fino ai quarti di finale, venendo sconfitta per mano del Debrecen per un totale di 3-1.

### Rosa
Rosa aggiornata al 12 aprile 2018.
| N. |                         | Ruolo | Calciatore          |
| -- | ----------------------- | ----- | ------------------- |
| 2  | Ungheria (bandiera)     | D     | Dávid Bobál         |
| 6  | Ungheria (bandiera)     | C     | Dániel Gazdag       |
| 7  | Italia (bandiera)       | A     | Davide Lanzafame    |
| 8  | Nigeria (bandiera)      | C     | Patrick Ikenne-King |
| 9  | Ungheria (bandiera)     | A     | Márton Eppel        |
| 11 | RD del Congo (bandiera) | A     | Kadima Kabangu      |
| 13 | Ungheria (bandiera)     | D     | Tibor Heffler       |
| 15 | Ungheria (bandiera)     | D     | István Deák         |
| 16 | Ungheria (bandiera)     | C     | Zsolt Pölöskei      |
| 17 | Brasile (bandiera)      | A     | Danilo              |
| 18 | Ungheria (bandiera)     | P     | András Horváth      |
| 21 | Ungheria (bandiera)     | A     | Ákos Biró           |
| 22 | Ungheria (bandiera)     | A     | Milán Májer         |

| N. |                                 | Ruolo | Calciatore              |
| -- | ------------------------------- | ----- | ----------------------- |
| 23 | Ungheria (bandiera)             | C     | Bence Banó-Szabó        |
| 24 | Bosnia ed Erzegovina (bandiera) | C     | Đorđe Kamber (capitano) |
| 25 | Croazia (bandiera)              | D     | Ivan Lovrić             |
| 33 | Croazia (bandiera)              | C     | Tonći Kukoč             |
| 36 | Ungheria (bandiera)             | D     | Botond Baráth           |
| 57 | Ungheria (bandiera)             | C     | Filip Holender          |
| 61 | Slovacchia (bandiera)           | D     | Tomáš Košút             |
| 66 | Ungheria (bandiera)             | P     | Attila Berla            |
| 77 | Ungheria (bandiera)             | C     | Gergő Nagy              |
| 92 | Ungheria (bandiera)             | A     | Kristóf Herjeczki       |
| 93 | Ungheria (bandiera)             | C     | Dávid Stoiacovici       |
| 98 | Ungheria (bandiera)             | A     | Bálint Tömösvári        |
| 99 | Ungheria (bandiera)             | P     | Dávid Gróf              |